# 未来遊園地
『未来遊園地』（みらいゆうえんち）は、2007年9月28日及び2008年3月28日にテレビ朝日系列の『金曜ナイトドラマ』枠にて放送された単発テレビドラマ2作品。

## 概要
第1作『未来遊園地 〜幽霊少女と観覧車〜』、第2作『未来遊園地II 〜馬泥棒とメリーゴーラウンド〜』から構成される。
ロケには群馬県桐生市や桐生が岡遊園地が協力しているが、その際には特定の場所をロケ地に使うだけではないもう1つの試みがなされた。それは、「番組スポンサーが遊園地内の一部施設の改装費用も出資する」ということである。これにより、実際の遊園地が本当に改修されることとなった。当然、その場限りのセットではなくパーマネントである。また、劇中には番組スポンサーである日産自動車のCMを、ドラマの出演者がドラマの1シーンであるかのように演じる「インフォマーシャル」の試みもなされている。
ロケには上記の他、わたらせフィルムコミッションや有鄰館なども協力している。
ビデオリサーチによる関東地区視聴率は第1作が7.9%、第2作が6.3%であった。

## 登場人物
長谷部 達也
演 - 田中直樹
主人公。最初の頃はお金のことにしか興味は無く、遊園地「夢ヶ丘遊園」を売りさばくことばかり考えていた。しかし、ニューヨーク株暴落による損失の責任を負わされて解雇された上、恋人の佳奈美に「距離を置こう」とまで言われてしまったことをきっかけに考えが変わり、唯一の居場所である夢ヶ丘遊園を守り立てようと奮闘し始める。母親に対しては、複雑な感情を抱いている。
三浦 真由
演 - 片瀬那奈
夢ヶ丘遊園の従業員。
幽霊の少女
演 - 夏未エレナ
夢ヶ丘遊園から成仏できない地縛霊の少女。他の人間と違って自らを知覚してくれた達也の世話を焼きたがるなど、お節介焼きな性格。観覧車がお気に入り。
江崎 佳奈美
演 - ちすん
達也の恋人で、テレビ局のアナウンサー。やたらと言葉を噛む。
長谷部 幸子
演 - 松永京子
達也の母親。
梅村
演 - サンプラザ中野
掃除のおじさん。
尾藤
演 - 東幹久
金融会社社長。
園田
演 - 中原丈雄
夢ヶ丘遊園の副園長。
マキ
演 - 亜希子
石塚
演 - 山崎樹範
小森
演 - 土井よしお
タケコ
演 - 大谷英子
マチコ
演 - 井川あゆ子
犬飼
演 - 尾上寛之
取り立て屋。
牛島
演 - 岡本義寅
その他の登場人物
演 - 米山善吉、西川浩幸、山田海遊 他

## スタッフ
- 企画協力：朝倉雅彦（博報堂DYメディアパートナーズ）
- 構成：小原信治
- CMディレクター：及川博則
- チーフプロデューサー：桑田潔
- プロデューサー：奥住尚弘、菊池誠（アズバーズ）
- 脚本：朝倉寛
- 演出：常廣丈太
- 選曲：石井和之（スポット）
- 音楽制作：レガートミュージック
- スタントコーディネイター：釼持誠
- 技術協力：ソニーマーケティング
- 協力：テイクシステムズ、テレビ朝日クリエイト、共立照明、ブル、K&L、黒澤フィルムスタジオ、オムニバス・ジャパン、わたらせフィルムコミッション、有鄰館
- 制作：テレビ朝日

## 遅れネット局
- FBC福井放送（日テレ系列）：2007年11月9日金曜日15:00 - 15:55